# Yvain, el Caballero del León

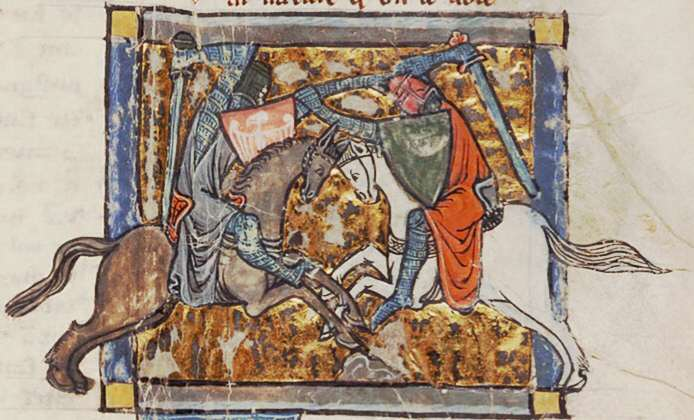
Yvain combate con Gawain.

Yvain, el Caballero del León es una novela caballeresca escrita por Chrétien de Troyes, protagonizada por Yvain, uno de los caballeros de la corte del rey.
Un día como cualquier otro, en la corte del rey Arturo, Calogrenant narra un episodio acerca de cómo fue humillado por un caballero que vive en un castillo con una fuente que tiene poderes mágicos. Yvain decide ir a vengar a su primo, mata al caballero del castillo y después se casa con la viuda. Sin embargo, a la llegada a la corte, Gawain lo convence de que el matrimonio hace daño a la reputación de un caballero, por lo que Yvain decide abandonar a su esposa para vivir nuevas aventuras.

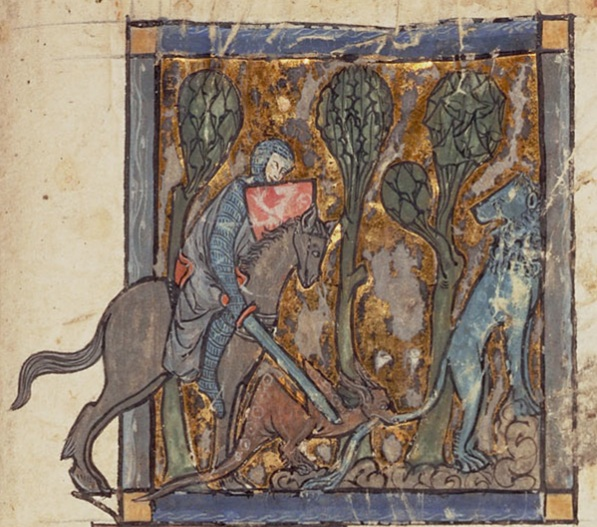
Yvain ayuda al león.

Aunque gana reputación como caballero, pronto se verá atormentado por haber perdido su único y verdadero amor, lo que lo llevará al borde de la locura. Perdido en el bosque, ve a un león combatiendo contra una serpiente que escupe fuego (dragón), y ayuda al león. En agradecimiento, este se queda a su lado, y ambos vivirán una serie de aventuras que terminarán por enseñar a Yvain el verdadero significado del honor, la amistad y el amor. Con ayuda de una doncella de la dama recupera el amor de esta y consigue su perdón. Finalmente, la dama e Yvain consuman su amor.

## Galería

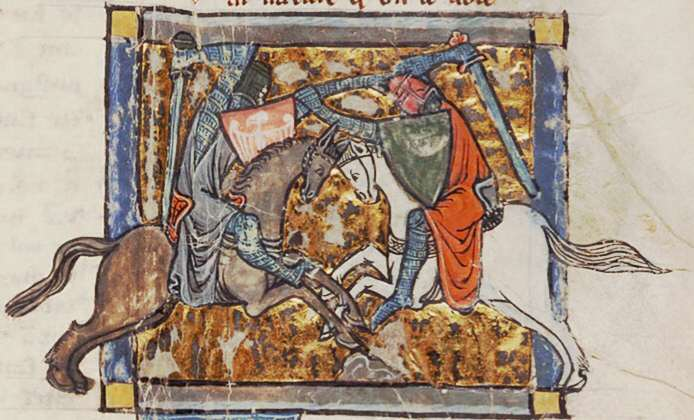
Yvain combate con Gawain. De "Yvain, le Chevalier au Lion"
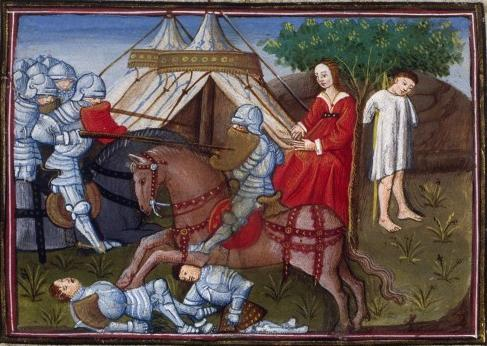
Yvain protege a una damisela. Manuscrito de "Lancelot du Lac". s. XV. Biblioteca Nacional de Francia.
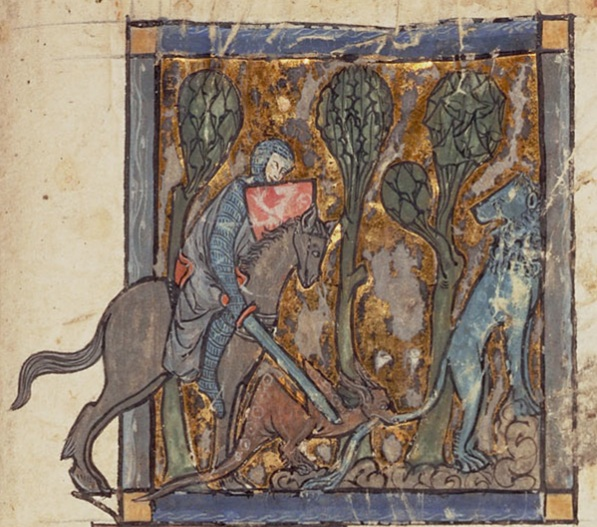
Yvain ayuda al león.
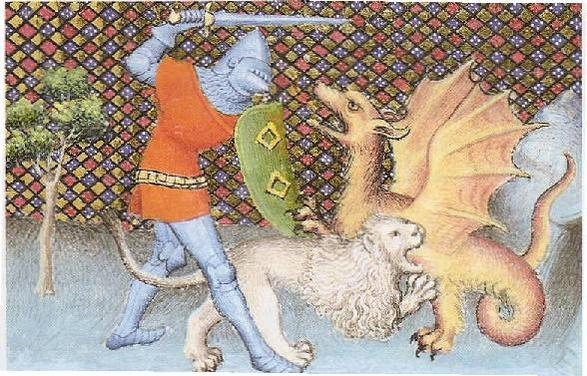
Yvain combate a un dragón con la ayuda del león. LATIN 5ème (édition HATIER, página 18).